# داماد وارد می‌شود
داماد وارد می‌شود (انگلیسی: Here Comes the Groom) یک فیلم کمدی رمانتیک موزیکال به کارگردانی فرانک کاپرا است که در سال ۱۹۵۱ منتشر شد.

## بازیگران
- بینگ کرازبی
- جین وایمن
- کانی گیلکریست
- والتر کتلت
- الن کوربی
- رابرت کیت
- آلن رید
- مینا گامبل
- فرانکوت تون
- آلکسیس اسمیت
- اچ.بی. وارنر
- ایان ولف
- آنا ماریا آلبرگتی
- لویی آرمسترانگ
- فیل هریس
- دوروتی لامور
- جی. فارل مک‌دانلد
- جیمز فینلیسون
- فرانک هاگنی
- چارلز سالیوان
- اِستل اِتر